# Apotropina panamensis
Apotropina panamensis är en tvåvingeart som först beskrevs av Malloch 1934.  Apotropina panamensis ingår i släktet Apotropina och familjen fritflugor. Inga underarter finns listade i Catalogue of Life.